# 马拉维—马来西亚关系
马拉维—马来西亚关系（英語：Malawi–Malaysia relations）是马拉维与马来西亚之间的双边关系。两者都是不结盟运动和英联邦的成员。

## 历史
1990年至1997年期间，42名马拉维人参加了马来西亚政府的南南合作计划，与其他国家分享知识和技术。截至1996年，马来西亚并未计划在马拉维设立外交使团，认为这样做成本过高。相反，马来西亚的外交事务通过津巴布韦的代表进行。1996年，马拉维总统巴基利·穆卢齐访问了马来西亚，而马来西亚首相马哈迪·莫哈末则在1997年的非洲三国外交访问中回访了马拉维三天。2003年，由贾斯汀·马勒维兹领导的马拉维政府代表团访问了马来西亚，对该国在1980年代至1990年代间的工业转型感到惊讶，并希望从使之成为可能的政策中吸取教训。